# 셰익스피어 정원

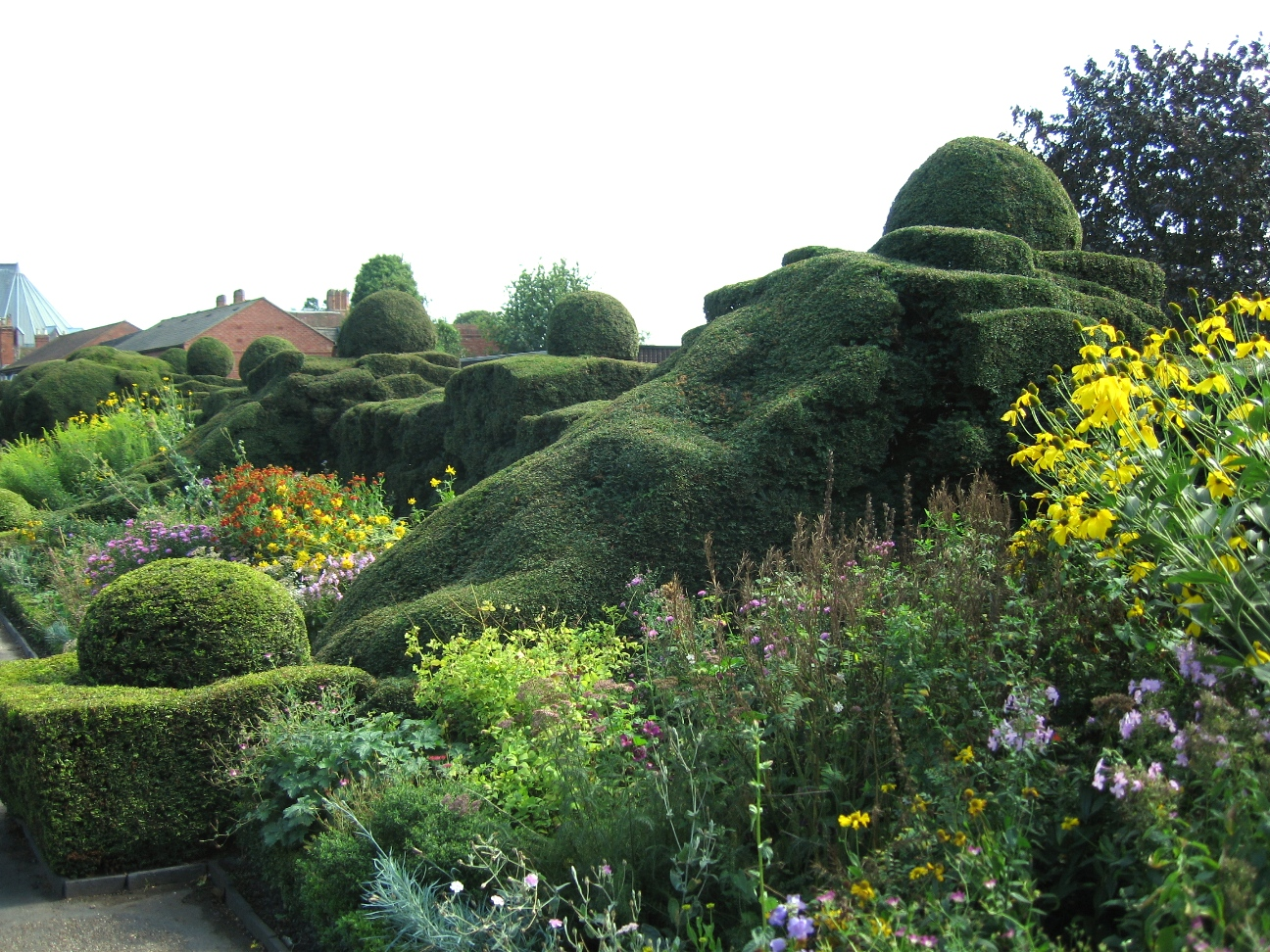
스트랫퍼드어폰에이번의 뉴플레이스 가든

셰익스피어 정원(Shakespeare garden)은 윌리엄 셰익스피어의 작품에 등장하는 175종의 식물 중 일부 또는 전부를 재배하는 테마 정원이다. 영어권 국가, 특히 미국에서는 공원, 대학, 셰익스피어 축제와 관련된 공공 정원인 경우가 많다. 셰익스피어 정원은 문화적, 교육적, 낭만적인 관심의 장소이며 야외 결혼식을 위한 장소가 될 수 있다.
일반적으로 공장 근처의 표지판에는 관련 견적이 나와 있다. 셰익스피어 정원에는 일반적으로 풀이 풍부하거나 회양목 칸막이가 있는 기하학적 레이아웃으로 수십 종의 식물이 포함되어 있다. 일반적인 편의 시설로는 산책로, 벤치, 내후성 셰익스피어 흉상 등이 있다. 셰익스피어 정원에는 엘리자베스 시대 건축물이 재현되어 있을 수도 있다. 일부 셰익스피어 정원에서는 엘리자베스 시대의 전형적인 종도 재배하지만 셰익스피어의 희곡이나 시에는 언급되지 않는다.

## 같이 보기
- 정원 디자인